# Re-Arranged
Re-Arranged è un singolo del gruppo musicale statunitense Limp Bizkit, pubblicato il 12 ottobre 1999 come secondo estratto dal secondo album in studio Significant Other.

## Descrizione
Il singolo è stato pubblicato a seguito dell'esibizione gruppo al Festival di Woodstock 1999; con questa intendevano contestare il trattamento ricevuto dopo il loro concerto, caratterizzato da distruzione, stupri e violenza.

## Video musicale
Il video risponde a tutte le controversie occorse per il trentennale di Woodstock, in cui i Limp Bizkit furono accusati di aver incitato vari episodi di violenza. È stato diretto da Fred Durst, come tutti gli altri del gruppo.
All'inizio si vede la band in cella, e poi processata per quegli episodi. Una volta trovati colpevoli si vedono poi a suonare il resto della canzone da una specie di camera a gas dove, al posto del gas, vengono fatti affogare riempiendo la stanza di latte. A fine canzone il latte smette di scendere, la stanza si svuota e dei cinque non c'è più nessuna traccia. Sul fondo della camera giace una copia di Significant Other. Secondo Fred Durst ciò serviva a mostrare che il gruppo avrebbe continuato a suonare, indipendentemente dagli attacchi dei critici.
Come scena finale ci sono i Limp Bizkit che si trovano sospesi in una dimensione vuota, del tutto bianca dove "fluttuano", ed è presente Fred Durst che parla con Wes Borland, il quale precipita misteriosamente, dando il via al video di N 2 Gether Now.
Nel video appaiono il vj di MTV Matt Pinfield e la madre di Fred, Anita Durst.

## Tracce
CD Singolo (Stati Uniti)
1. Re-Arranged (Edit) – 4:08
2. Re-Arranged (Album Version) – 5:34

CD Maxi (Europa)
1. Re-Arranged (Album Version) – 5:54
2. Faith – 2:26
3. Counterfeit (Lethal Dose Mix) – 3:22

- Faith (CD-Rom Video)

## Formazione
- Fred Durst – voce
- Wes Borland – chitarra
- Sam Rivers – basso
- John Otto – batteria
- DJ Lethal – giradischi

## Classifiche
| Classifica (2000) | Posizione massima |
| ----------------- | ----------------- |
| Australia         | 35                |
| Stati Uniti       | 88                |